# Roskilde Cykle Ring
Roskilde Cykle Ring er en dansk cykelklub med base i Roskilde, og klubhus på Kildevænget. Klubben blev grundlagt i 1932.